# Wieuwerd
Wieuwerd (officieel, Fries: Wiuwert) is een dorp in de gemeente Súdwest-Fryslân, in de Nederlandse provincie Friesland. Wieuwerd ligt ten noorden van de stad Sneek en ten zuidwesten van de stad Leeuwarden, tussen de dorpen Britswerd en Bozum. Het dorp ligt ten oosten van de N384 in de Greidhoek. Ten zuiden van het dorp loopt de Oosterwierumeroudvaart.
Wieuwerd heeft samen met Britswerd een gezamenlijke dorpsbelangenvereniging. In het postcodegebied van Wieuwerd vallen de buurtschappen Kleiterp en Swaanwerd. In 2023 telde het dorp 270 inwoners.

## Geschiedenis
Wieuwerd is ontstaan op een terp rond het begin van de christelijke jaartelling. De bewoners waren lang gericht op de visserij. Onder meer het Swaanwerdermeer (met het Rietmeer) lag bij het dorp. Vanaf de 18e eeuw werd Wieuwerd steeds meer een agrarisch dorp. 
Het dorp in de 13e eeuw vermeld als Wiwerth, in 1335 als Wyewart, in 1370 als Wywerth, in 1503 als Wyuwerd en in 1664 als Wieuwerdt. Mogelijk wijst de plaatsnaam naar de persoonsnaam Wige, Wieu of Wiebe en een bewoonde hoogte/terp (werth). 
Ten noorden van Wieuwerd lag de Waltastate, die van 1675 tot 1732 werd bewoond door een religieuze groep, de labadisten. Tot 1984 lag het dorp in de gemeente Baarderadeel. Daarna in de gemeente Littenseradeel, totdat deze in 2018 onderdeel werd van de gemeente Súdwest-Fryslân.

## Kerk

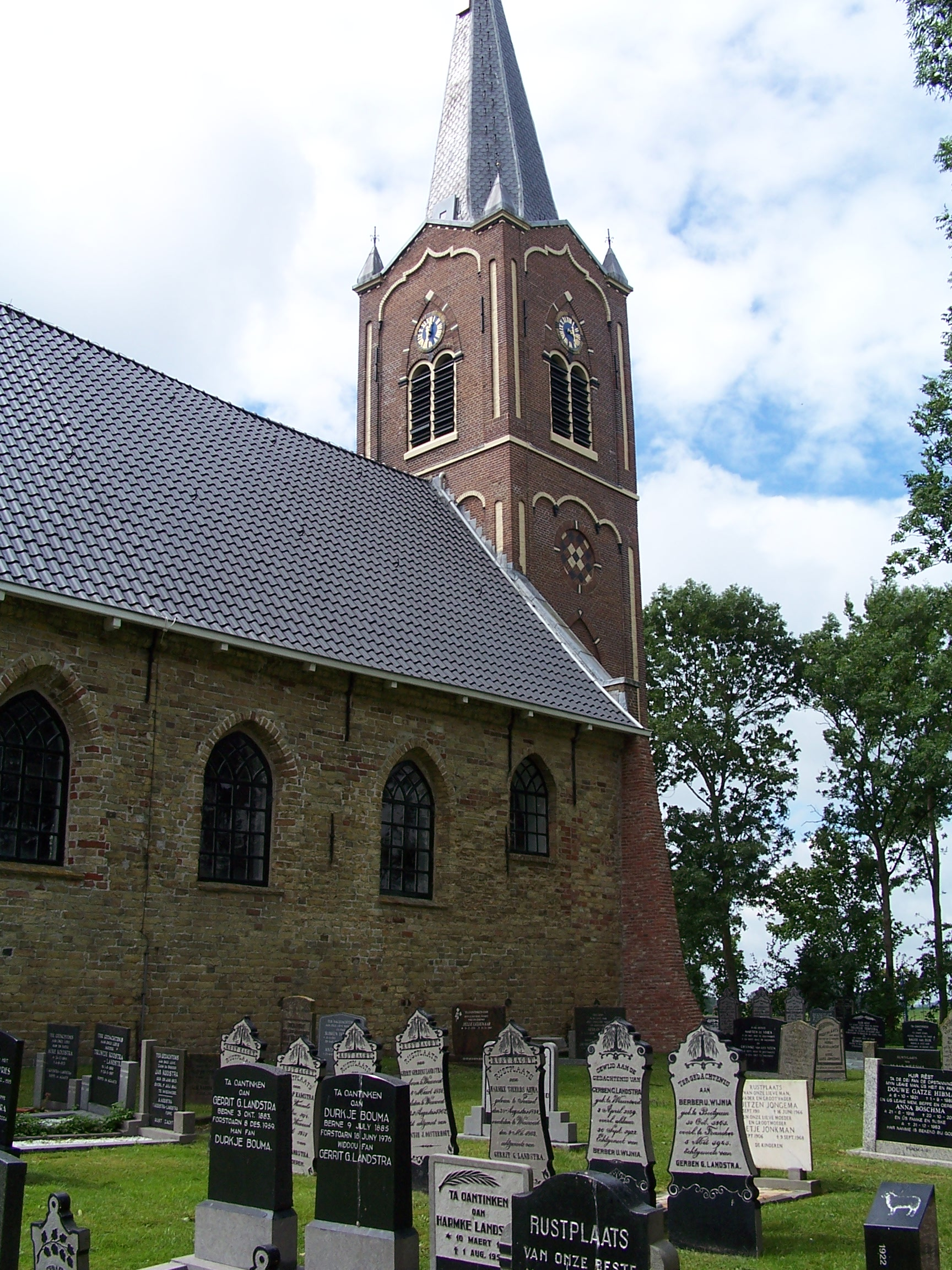
Nicolaaskerk

De kerk van Wieuwerd is de Nicolaaskerk en stamt uit de 12e of 13e eeuw. De eenbeukige kerk was oorspronkelijk gewijd aan Nicolaas van Myra. In de noordgevel zitten spitsboogvenster en deze dateren uit de 14e eeuw. In een grafkelder in de kerk liggen een aantal mummies, die een toeristische attractie vormen.

## Goudschat

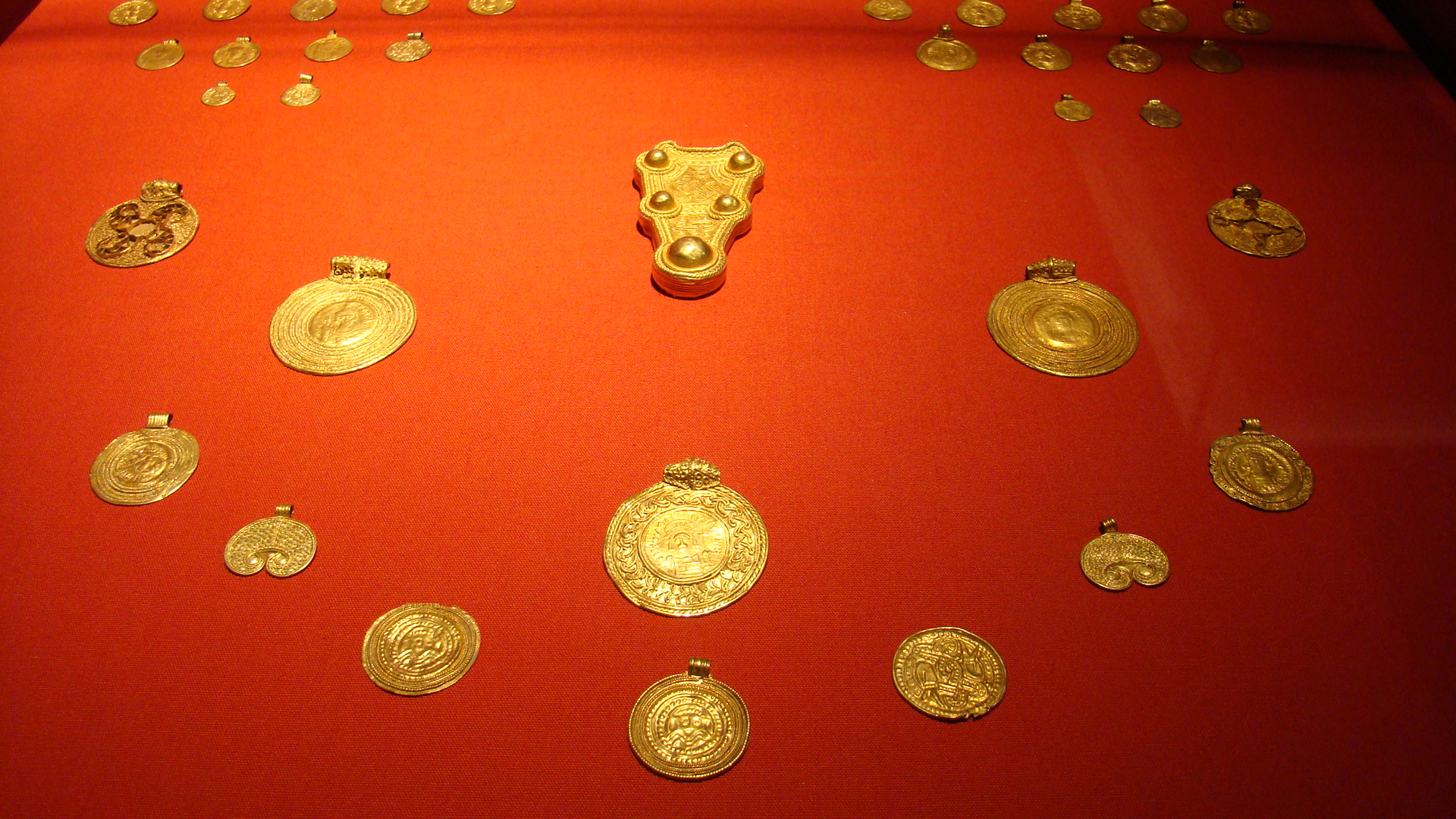
Goudschat

In 1866 werd bij terpafgravingen een grote goudschat gevonden met byzantijnse en Frankische munten uit de 7e eeuw. Ze werden niet gebruikt in een geldeconomie, maar werden als sieraden gedragen.
De schat bestaat uit een fibula, ringen en oorhangers. In de bracteaten zijn Romeinse munten verwerkt. De munten zijn onder andere van Justinianus uit de 6e eeuw. Ze zijn thans te bezichtigen in het Rijksmuseum van Oudheden in Leiden.

## Sport
Britswerd en Wieuwerd hebben een gezamenlijke kaatsvereniging De Twa Doarpen. In Wieuwerd is verder onder meer een ijsclub, een dartclub en een tafeltennisclub.

## Onderwijs en cultuur

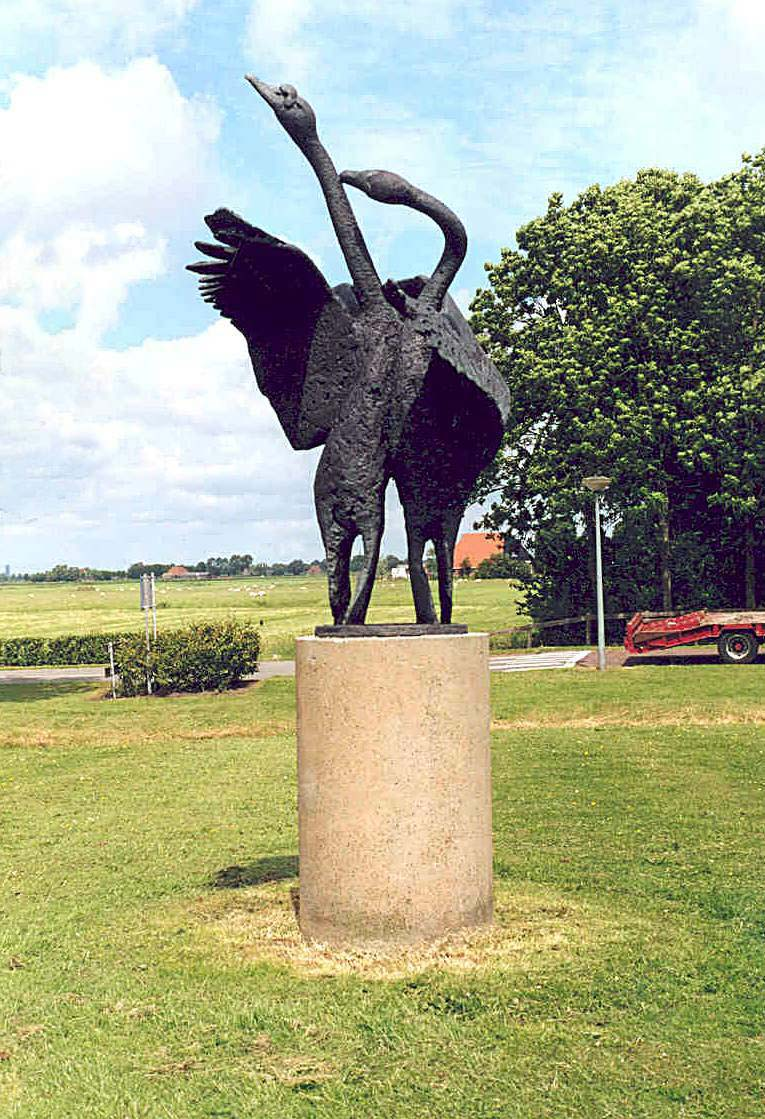
Beeld van Beb Mulder

Sinds 1957 staat basisschool De Pikeloer in Wieuwerd; daarvoor was deze in Britswerd gevestigd. Tot 1914 kende ze aparte scholen. De oude school in Britswerd werd later omgebouwd tot dorpshuis voor de twee dorpen. Dit dorpshuis, Ùs Honk werd in 1982 geopend.
De beide dorpen hebben een gezamenlijke toneelvereniging, de Vriendenkring genaamd.

## Bevolkingsontwikkeling
| 1954 | 1959 | 1964 | 1969 | 1974 | 2004 | 2018 | 2019 | 2021 | 2023 |
| ---- | ---- | ---- | ---- | ---- | ---- | ---- | ---- | ---- | ---- |
| 216  | 234  | 219  | 180  | 183  | 260  | 275  | 280  | 290  | 270  |

## Overleden
- Anna Maria van Schurman (1607-1678), humaniste, taalkundige, theologe, dichteres en kunstenares

## Openbaar vervoer
- Lijn 35: Sneek - Scharnegoutum - Bozum - Wieuwerd - Britswerd - Oosterlittens - Baard - Winsum - Welsrijp - Tzum - Franeker